# 中華傳道會安柱中學

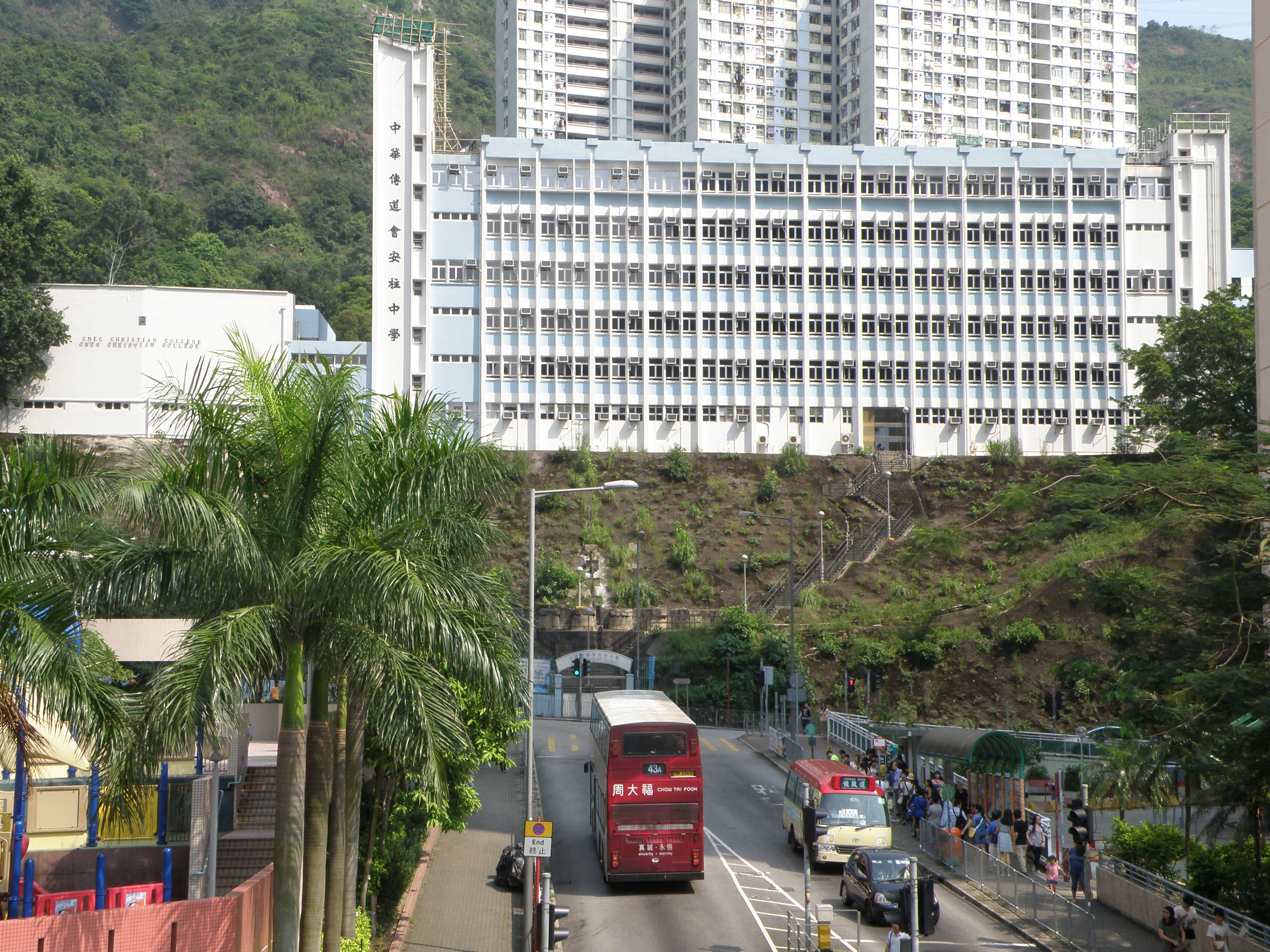
中華傳道會安柱中學

中華傳道會安柱中學（英語：CNEC Christian College，簡稱安柱），位於葵涌石梨梨貝街，創校於1973年，是香港一間獲准以全英語上課之中學，為葵青區地區名校之一。現任校長為陳志堅博士。
一直以來，安柱中學學生在香港中學會考、香港高級程度會考、香港中學文憑考試均取得不俗成績，學校的問答隊更在各類校際知識問答比賽中屢次獲獎、聲譽卓著。

## 歷史
中華傳道會（Christian Nationals' Evangelism Commission）於1973年在葵涌石籬邨創辦一間中學，以該會東亞教區監督桑安柱牧師名字命名，定名為中華傳道會安柱中學。創校初期，由於校舍地基斜坡出現問題，一度需要暫時封閉進行鞏固工程，要暫時遷往位於葵興邨的中華傳道會許大同學校上課，直至鞏固工程完成，學生才回到石籬邨校舍上課。
社際活動，最初分為六社，分別是：仁愛、信義、和平、溫柔、喜樂、恩慈。後來精簡為四社，以校訓「信(House of Faithfulness)、義(House of Righteousness)、忠(House of Integrity)、誠(House of Sincerity)」命名。

## 辦學宗旨
校訓信義忠誠，以信仰基督、服務人群之精神辦學，堅信青少年必須接受德、智、體、群、美、靈的培育，才能有全人發展。
校歌由已故副校長夏卓然先生填詞。

## 堂校合作
辦學團體中華傳道會，1977年在校址內建立中華傳道會安柱堂，顧問牧師為前校長樓恩德牧師。

## 學術
實施新高中學制後，安柱中學於2012年9月2日起准許一半學生選修兩科。
初中的科目包括：中國歷史、中國語文、聖經、世界歷史、化學、地理、數學、物理、生物、綜合科學、英國文學、英國語文、視覺藝術、電腦、音樂、體育、「科學、科技、工程、藝術及數學」(STEAM)。
高中的科目包括：英國語文、中國語文、中國文學、中國歷史、通識教育、公民與社會發展、聖經、數學、地理、世界歷史、經濟、企業會計與財務概論、資訊及通訊科技、物理、化學、生物、體育、音樂、視覺藝術。

## 歷任校長
- 廖寅顯（1973-1979）
- 樓恩德（1979-2004）
- 魏樹昭（2004-2017）
- 吳家豪（2017-2024）
- 陳志堅（2024-至今）

## 姊妹中小學

### 中學
- 中華傳道會劉永生中學（柴灣）
- 中華傳道會李賢堯紀念中學（葵盛）

### 小學
- 中華傳道會許大同學校（葵興）
- 中華傳道會呂明才小學（青衣）

## 外部連結
- 中華傳道會安柱堂網頁（页面存档备份，存于）